# Mireń
Mireń – wieś w Polsce położona w województwie mazowieckim, w powiecie radomskim, w gminie Pionki. Ma status sołectwa.
W latach 1957–1975 miejscowość administracyjnie należała do województwa kieleckiego, następnie w latach 1975–1998 do województwa radomskiego.
Wierni Kościoła rzymskokatolickiego należą do parafii św. Idziego w Suchej.